# Chad Hartigan
Pour les articles homonymes, voir Hartigan.
Chad Alexander Hartigan, né à Nicosie (Chypre) le 31 août 1982, est un cinéaste indépendant et acteur américano-irlandais.

## Filmographie partielle

### Comme réalisateur
- 2003 : Elliot Flies
- 2004 : Be Good Daniel
- 2005 : All the Stage Is a World
- 2008 : Luke and Brie Are on a First Date
- 2010 : Surprise
- 2013 : This Is Martin Bonner
- 2016 : Morris from America
- 2020 : Si je t'oublie... je t'aime

### Comme acteur
- 2017 : Gemini de Aaron Katz :